# Ružica Ćavar
Ružica Ćavar (Proboj, Ljubuški 13. ožujka 1937. - Mostar, 31. siječnja 2022.), bila je hrvatska liječnica i katolička aktivistica. 

## Životopis
Rodila se je 1937. godine u hrvatskoj katoličkoj obitelji Čuvalo. 1943. godine joj je obitelj preselila u Srijemsku Kamenicu kod Petrovaradina. Ondje je boravila sve do završetka srednje škole. Studirala je u Zagrebu na Stomatološkom fakultetu i poslije na Medicinskom fakultetu. Specijalizirala je dječju i preventivnu stomatologiju. Poslijediplomski studij iz javnog zdravstva i epidemiologije završila je na Školi narodnog zdravlja "Dr. Andrija Štampar".
U svibnju 1965. godine dospjela je s većom skupinom mladih u zatvor. Od tih dana je bila pod stalnim nadzorom UDB-e, u kojoj joj je bio otvoren dosje. 
Za vrijeme studija upoznala je Matu Ćavara, apsolventa prava sa Širokog Brijega za kojeg se udala po završetku studija. Supruga su vlasti proganjale i uhićivale kao i nju. Budući da je bio vrlo aktivan u hrvatskom proljeću, bio je prisiljen emigrirati polovicom 1972. godine. Nakon Titove smrti, 1980. godine, opet je doživjela milicijsko šikaniranje. Stan joj je pretresen te je odvedena od kuće. Ubrzo su ju pustili, ali joj je putovnica oduzeta.
Kad su počeli demokratski procesi u Hrvatskoj, osnovala je 25. ožujka 1990. godine, zajedno sa skupinom suradnika Hrvatski pokret za život i obitelj, kojem je predsjednica od prvih dana. 1991. godine stekli su se dovoljno sigurni uvjeti da joj se suprug smije vratiti iz inozemstva. Prva godina hrvatske samostalnosti bila je iznimno teška. Dvojica su joj sinova bili na odsluženju redovnog vojnog roka u JNA.
7. srpnja 1991. godine pokrenula je javne molitve na trgovima u ime neformalnog pokreta roditelja za spas hrvatskih vojnika iz JNA. Počelo je s okupljanjem na Trgu bana Jelačića. Zatim je pismima potaknula neka se organizira takva okupljanja organiziraju i drugdje po RH i BiH. 
Osim javnih molitava, pisala je i zapovjednicima u JNA da puste hrvatske ročnike svojim domovima. I za to je nakon večernje molitve organizirala pohode sa svijećama oko komande Pete armijske oblasti u Zagrebu. Organizirala je veliki skup roditelja u dvorani "Globus" u Zagrebu koji je bio održan 25. kolovoza 1991. godine. Na skupu je dogovoreno osnovati Pokret majki za mir "Bedem ljubavi". 
Za brojne je listove i časopise napisala mnoštvo članaka i pisama konzervativnog i političkog sadržaja. Česta je bila gošća u radijskim i televizijskim emisijama.
Tijekom uhićivanja hrvatskih branitelja optuženih za ratne zločine rujna 2000. godine, organizirala je molitvu svete krunice za hrvatsku domovinu i uhićene hrvatske branitelje. Molitva se održava na Kamenitim vratima u Zagrebu, svakoga petka u 10 sati. Akciju je napravila u ime Hrvatskoga pokreta za život i obitelj, Društva "Hrvatska žena" i Marijine legije.
20. rujna 2014. godine na prosvjedu protiv Vatikanskih ugovora koji su organizirale nevladine udruga Glas razuma - Pokret za sekularnu Hrvatsku, Inicijativa "Nisam Vjernik" i Udruga "Protagora", na Cvjetnom trgu u Zagrebu, laburist Neven Kovačić napao ju je nakon njenog pokušaja uzurpacije prosvjeda, nakon čega je morala biti hospitalizirana s dva prijeloma lijeve ruke i razbijenim nosom. Pravobraniteljica za ravnopravnost spolova Višnja Ljubičić izvršila je uvid u foto i video materijal na kojem se vidi grubi nasrtaj znatno mlađe i fizički snažnije muške osobe na žensku osobu starije životne dobi. Pravobraniteljica je navela da je "Činjenica da je napadač iskoristio taj spolno uvjetovan nerazmjer u fizičkoj snazi kako bi grubo povrijedio osobni integritet osobe suprotnog spola na koju je bez zadrške nasrnuo ukazuje na moguću spolnu uvjetovanost konkretnog nasilja", pri čemu je naglasila da nije relevantno "koji su bili motivi napadača, nego je bitna isključivo činjenica da je napadač uporabio svoju fizičku silu na zakonom nedozvoljen način kako bi nad svojom žrtvom demonstrirao svoju nadmoć".
Preminula je 31. siječnja 2022. godine u bolnici u Mostaru, u 85. godini života, okrijepljena svetim sakramentima.

## Članstva
Članica je Hrvatskog žrtvoslovnog društva, Hrvatskog društva političkih zatvorenika, Hrvatskoga domobrana, Hrvatskog liječničkog društva, Matice hrvatske, Hrvatskog kulturnog društva "Napredak", Hrvatskoga kulturnoga vijeća, Društva hrvatskih intelektualki i još nekih hrvatskih domoljubnih udruga. 

## Nagrade i priznanja
- počasna članica Društva "Hrvatska žena"
- 1996.: Red Stjepana Radića, odlikovao ju je dr. Franjo Tuđman (odlikovana ona i suprug Mate)[6]

## Vanjske poveznice
- Bujica, 22. rujna 2014. Napad na Ružicu Ćavar, Gost: Slaven Letica, kanal Osjecka TV na YouTubeu, nadnevak objavljivanja: 22. rujna 2014.
- (ki): HDPZ: Napad na Ružicu Ćavar podsjeća na procese u bivšem režimu, kad nas se masovno zatvaralo, ubijalo u domovini i inozemstvu, narod.hr, 27. rujna 2014.